# Freak like Me
«Freak like Me» es una canción de la cantante estadounidense de R&B Adina Howard, lanzada el 25 de enero de 1995 como el sencillo debut de su primer álbum, Do You Wanna Ride? (1995). 
La canción alcanzó el número dos en el Billboard Hot 100 de Estados Unidos durante dos semanas, así como el número dos en la lista Billboard Hot R&B Singles durante cuatro semanas, y fue certificada platino por la Asociación de la Industria Discográfica de América (RIAA) por ventas de un millón de copias. Su video musical fue dirigido por Hype Williams. 
En 2023, Billboard clasificó a "Freak like Me" entre las "500 mejores canciones pop de todos los tiempos".

## Lista de canciones
1. «Freak like Me» (versión radio) – 4:04
2. «Freak like Me» (remix con rap del  Rick Inspector) – 4:17
3. «Freak like Me» (dub instrumental) – 4:12
4. «Freak like Me» (remix sin rap) – 4:06
5. "Freak like Me" (instrumental) – 4:10
6. "Freak like Me" (a capela) – 2:35

## Posicionamiento en listas
| Lista (1995)                           | Máxima posición |
| -------------------------------------- | --------------- |
| Estados Unidos (Billboard Hot 100)     | 2               |
| Estados Unidos (Dance Singles Sales)   | 4               |
| Estados Unidos (Hot R&B/Hip-Hop Songs) | 2               |
| Estados Unidos (Mainstream Top 40)     | 20              |
| Estados Unidos (Rhythmic)              | 1               |
| Nueva Zelanda (Recorded Music NZ)      | 22              |
| Países Bajos (Dutch Top 40)            | 29              |
| Países Bajos (Mega Single Top 100)     | 26              |
| Reino Unido (UK Singles Chart)         | 33              |
| Reino Unido (UK Dance Chart)           | 7               |
| Reino Unido (UK R&B Chart)             | 7               |
| Reino Unido (Club Chart) (Music Week)  | 53              |

## Versión de Sugababes
En 2002, el grupo de chicas inglés Sugababes grabó una versión de "Freak like Me". Esta versión fue concebida y producida por el productor inglés Richard X. Utiliza como pista de acompañamiento una muestra de la canción de 1979 Are “Friends” Electric? de Gary Numan y Tubeway Army. 
En 2001, Richard X había creado una mezcla pirata de las grabaciones originales de "Freak like Me" y "Are" Friends "Electric?", Titulada "We Don't Give a Damn About Our Friends", que lanzó bajo el alias Girls on Top. Esa canción se convirtió en una exitosa pista de baile underground. Richard X quería lanzar el mashup comercialmente, pero no pudo obtener el permiso de Adina Howard para usar su voz, por lo que decidió volver a grabar la voz, reclutando a los Sugababes para que lo hicieran.
"Freak like Me" fue lanzado el 15 de marzo de 2002 como el sencillo principal de su segundo álbum de estudio, Angels with Dirty Faces (2002). Fue el primer sencillo de Sugababes en presentar a Heidi Range, quien se unió después de la partida de Siobhán Donaghy en agosto de 2001. La versión de Sugababes usó la letra de edición de radio de la canción de Howard (se usa "brotha" en lugar de "nigga"). Numan ahora fue acreditado como coautor de la canción.

### Video musical
El video musical fue dirigido por Dawn Shadforth y Sophie Muller y fue filmado en Londres. Utiliza el "We Don't Give a Damn Mix" de la canción, que es más fiel al mash-up original. El video está ambientado en un extraño club nocturno y actúa como una introducción para la reciente incorporación de Heidi Range. Comienza afuera de la discoteca con un hombre que cae por las escaleras, con Keisha Buchanan con un abrigo largo, visto solo por debajo de la rodilla, saliendo por una puerta, sobre el cuerpo del hombre y subiendo las escaleras. Mutya Buena se ve de pie en las escaleras mirando hacia la dirección donde está acostado el hombre. En el interior, ven a Range bailando y coqueteando con muchos chicos. Ambos chocan rápidamente con ella, y se produce una pelea entre ellos, que termina con Range cayendo al suelo inconsciente. Un hombre intenta ayudarla a levantarse, pero Buena lo agarra por el cuello y lo tira lejos de ella. Range se despierta de nuevo poco después y sale del club a trompicones con otro hombre, donde comienzan a besarse, hasta que de repente ella muerde con fuerza su brazo. Mientras tanto, Buchanan lleva a un hombre afuera y ella lo lleva a un callejón oscuro, donde coquetean brevemente, antes de que ella lo asuste. Buena luego sale también y domina a un hombre que la domina. El video musical termina con Buchanan y Buena aceptando a Range en el grupo y bailando toda la noche. Las demostraciones de fuerza sobrenatural mostradas a lo largo del video y Range mordiendo al hombre en el brazo generalmente se entiende que implican que las mujeres son, como sugiere la canción, vampire - como "freaks". Julian Morris protagoniza el video musical como uno de los chicos que huyen de Buena.

### Listado de pistas
- CD1 del Reino Unido

1. "Freak Like Me" (Radio edit) - 3:14
2. "Freak Like Me" (We Don't Give a Damn mix) - 3:39
3. "Respira tranquilo" - 4:09
4. "Freak Like Me" (Video) - 3:39

- CD2 del Reino Unido

1. "Freak Like Me" (Radio edit) - 3:14
2. "Freak Like Me" (Different Gear mix) - 8:14
3. "Freak Like Me" (Capoeira Twins Mix) - 5:33
4. "Freak Like Me" (Jameson mix) - 5:46

- Cassette del Reino Unido

1. "Freak Like Me" (Radio edit) - 3:14
2. "Freak Like Me" (We Don't Give a Damn mix) - 3:39
3. "Freak Like Me" (Jameson mix) - 5:46

## Listas y certificaciones
| Lista (2002-2003)                           | Máxima posición |
| ------------------------------------------- | --------------- |
| Alemania (Offizielle Deutsche Charts)       | 27              |
| Australia (ARIA)                            | 44              |
| Austria (Ö3 Austria Top 40)                 | 22              |
| Bélgica (Valonia) (Ultratip Bubbling Under) | 1               |
| Bélgica (Flandes) (Ultratop 50)             | 10              |
| Canadá (Canadian Singles Chart)             | 40              |
| Dinamarca (Tracklisten)                     | 13              |
| Escocia (Scottish Singles Sales Chart)      | 1               |
| Europa (Eurochart Hot 100)                  | 9               |
| Dinamarca (Tracklisten)                     | 13              |
| Irlanda (IRMA)                              | 2               |
| Italia (FIMI)                               | 29              |
| Nueva Zelanda (Recorded Music NZ)           | 25              |
| Noruega (VG-lista)                          | 4               |
| Países Bajos (Dutch Top 40)                 | 23              |
| Rumania (Romanian Top 100)                  | 28              |
| Reino Unido (UK Singles Chart)              | 1               |
| Reino Unido (UK R&B Chart)                  | 1               |
| Suecia (Sverigetopplistan)                  | 27              |
| Suiza (Schweizer Hitparade)                 | 11              |

| Lista (2002)                     | Posición |
| -------------------------------- | -------- |
| Bélgica (Ultratop 50 Flanders)   | 62       |
| Irlanda (IRMA)                   | 40       |
| Reino Unido (UK Singles Chart)   | 28       |
| Reino Unido (Airplay Music Week) | 10       |

| País              | Certificación | Ventas  |
| ----------------- | ------------- | ------- |
| Reino Unido (BPI) | Oro           | 387,000 |